# Route nationale 99 (Grèce)
Pour les articles homonymes, voir Route nationale 99.
La route nationale 99 (en grec moderne : Εθνική Οδός 99, en abrégé EO99) est une route en Crète, dans le centre de l'île.

## Description
La route nationale 99 (route EO99), également connue sous le nom de route nationale Héraklion–Arkalochori, est une voie express en Grèce. Elle mesure 30 km de long.